# Подросток (фильм, 1979)
«Подросток» (фр.: L’adolescente) — французский фильм 1979 года режиссёра Жанны Моро.

## Сюжет
Летом 1939 года, тринадцатилетняя Мари из Парижа едет с родителями к бабушке, которая живёт в небольшом городке близ Авиньона. Уже ходят слухи о неминуемой войне, но здесь ещё царит сельская идиллия. Здесь взрослеющая Мари влюбляется в взрослого соседа Александра, молодого врача-еврея. Александру нравится живое и интеллигентное общество Мари, но он относится к ней как к ребёнку, и это обижает девочку. Вскоре отец Мари уезжает на несколько недель к родственникам, чтобы помочь им в сборе урожая. Девочка замечает, что у Александра и её матери роман. Бабушка учит Мари, что это то, что может случиться, но об этом нельзя говорить и нужно стремиться помирить супружескую пару. Мари начинает следить за ними… и подглядывает как они уединяются в лесу. Ночью Мари не приходит к Александру и предлагает ему себя. Александр отвергает Мари. Когда Жан возвращается, Александр держится на расстоянии, но на деревенском фестивале приглашает Еву на танец. Жан, ревнующий и всё прекрасно понимающий, избивает Александра, завязывается деревенская драка, в разгар которой приходит новость о начале войны.

## В ролях
- Летиция Шаво — Мари
- Симона Синьоре — Мами, бабушка Мари
- Жак Вебер — Жан, ее сын и отец Мари
- Эдит Клевер — Ева, его жена и мать Мари
- Франсис Юстер — Александр
- Жан-Франсуа Бальмер — Андре, плотник
- Роже Блен — Ромен, кузнец
- Хьюз Квестер — Фред, сын кузнеца
- Фрэнк Мут — Франсуа, «Невинный»
- Морис Баке — Жюль, дорожник
- Надин Базиль — Роуз, жена Жюля
- Мишель Блан — месье Бертен
- Беранжер Бонвуазен — Тереза, дочь мэра
- Элизабет Маргони — мадемуазель Габи
- Жюльетт Брак — Мелани, жена кузнеца
- Жанин Дарси — Виктория
- Франсуаза Бетт — Виолетта, служанка бабушки
- Элен Валье — Аугуста, колдунья
- Мишель Леснофф — Арман, сын Августы
- Пьер Форже — Морис, слуга Августы
- Жак Риспаль — месье Жардин
- Шарль Милло — Эдриан, мэр
- Изабель Садоян — Луиза, жена мэра
- Ор Атика — маленькая девочка (нет в титрах, дебют в кино)

## Критика
Один из всего двух фильмов актрисы Жанны Моро как режиссёра, по её же сценарию, написанному совместно с психологом-писательницей Хенриеттой Элинек.
Фильм номинировался на Гран-при «Золотой медведь» Берлинского кинофестиваля (1979) и на Гран-при «Золотой Хьюго» Чикагского кинофестиваля (1979).
Кинокритик Джанет Мэслин из «Нью-Йорк таймс» писала, что в этом фильме Моро представляет взросление молодой девушки «без той напускной похотливости, к которой склонны многие режиссеры-мужчины. Хотя мисс Моро представляет романтическое пробуждение хорошенького, зрелого подростка, она делает это с восхитительной прямотой и легкостью».

Это фильм, в котором внимание уделяется жизни персонажей, а не излишествам режиссёра. И это очень тонкий фильм, поскольку мы постепенно начинаем видеть глазами Мари и своими собственными подводные течения во взрослом мире, окружающем молодую девушку. Моро предполагает, что девочка могла бы получить сильную эмоциональную травму, но в конце концов бабушке разрешают сплести удивительно причудливое заклинание, которое сохранит романтическую невинность ребенка еще на одно лето.— кинокритик Роджер Эберт